# Davidovo
Davidovo (Bulgaars: Давидово) is een dorp in de Bulgaarse  oblast Silistra.
Op 31 december 2018 telt het dorp 203 inwoners. Tussen 1913 en 1940 behoorde dit dorp tot het district  Durostor van het koninkrijk Roemenië.

## Bevolking
Tussen 1946 en 2001 daalde het inwonersaantal in een rap tempo. De afgelopen jaren neemt het aantal inwoners echter weer langzaam toe. 
| Davidovo | 367 | 451 | 404 | 303 | 244 | 231 | 189 | 161 | 175 | 203 |

Volgens de volkstelling van 2011 vormen Bulgaarse Turken 67% van de bevolking, gevolgd door een grote  Roma-minderheid (28%). Etnische Bulgaren vormen 6% van de bevolking. De meeste inwoners zijn islamitisch en spreken de Turkse taal als moedertaal.